# The Portico Library
The Portico Library, The Portico o Portico Library and Gallery en Mosley Street, Manchester, es una biblioteca de suscripción independiente diseñada en el estilo del Renacimiento griego por Thomas Harrison de Chester y construida entre 1802 y 1806.  Está registrada en el Lista del Patrimonio Nacional de Inglaterra como edificio catalogado de Grado II *, habiendo sido designado el 25 de febrero de 1952, y ha sido descrito como "el pequeño edificio más refinado de Manchester". 
La biblioteca se estableció como resultado de una reunión de empresarios de Manchester en 1802 que resolvieron fundar un «instituto que uniera las ventajas de una sala de redacción y una biblioteca». Una visita de cuatro de los hombres al Athenaeum de Liverpool los inspiró a lograr una institución similar en Manchester. Se recaudó dinero a través de 400 suscripciones de hombres de Manchester y la biblioteca se abrió en 1806.
La biblioteca, centrada principalmente en la literatura del siglo XIX, fue diseñada por Thomas Harrison, arquitecto del Lyceum de Liverpool y construida por uno de los fundadores, David Bellhouse. Su primer secretario, Peter Mark Roget, comenzó aquí su diccionario de sinónimos.
Hoy la planta baja está alquilada por The Bank, una casa pública que toma su nombre del Bank of Athens que arrendó la propiedad en 1921. La biblioteca ocupa lo que se convirtió en el primer piso con su entrada en Charlotte Street.

## Arquitectura

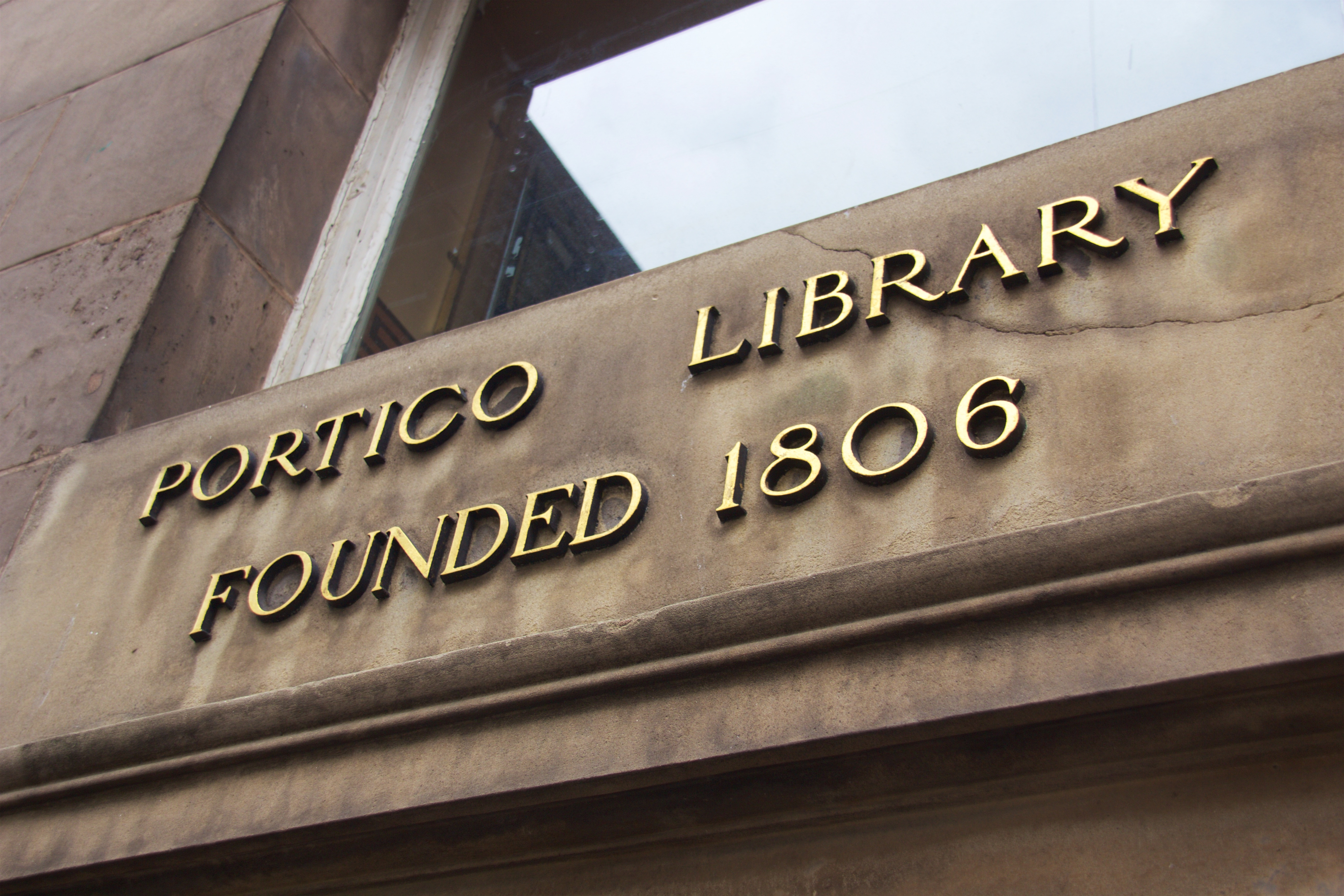
Letrero encima de la puerta de entrada

La biblioteca fue el primer edificio del Renacimiento griego en la ciudad. Su interior fue inspirado por John Soane. Tiene una planta rectangular y está construida en sillar de arenisca en un sitio de esquina en 57 Mosley Street. Tiene dos plantas y un sótano y una azotea. Su fachada en Mosley Street tiene una logia con frontón de tres tramos con cuatro columnas jónicas colocadas ligeramente hacia adelante y escalones entre las columnas. Debajo de la logia hay dos puertas de entrada y tres ventanas cuadradas en el nivel del primer piso.
La fachada de Charlotte Street tiene una entrada a la logia con una ventana cuadrada arriba y otra en el primer piso. Una columnata de cinco tramos de semicolumnas jónicas tiene altas ventanas con marco en la planta baja en cada tramo y una ventana cuadrada en el nivel del primer piso. El ático está detrás de un parapeto con pilastras. Originalmente, la sala de lectura estaba en la planta baja y la biblioteca ocupaba el resto de la planta baja y una galería de entrepiso. Un techo con cúpula de vidrio se insertó en el nivel de la galería alrededor de 1920 para separar a los nuevos inquilinos de lo que quedaba de la biblioteca.

## Premios
La Biblioteca Portico, junto con sus socios culturales y patrocinadores, alberga una serie de premios literarios durante todo el año para homenajear a escritores y poetas del norte de Inglaterra y más allá. El Premio Pórtico de Literatura se estableció en 1985 y se otorga cada dos años a una obra de ficción o poesía y una obra de no ficción ambientada total o principalmente en el norte de Inglaterra. La biblioteca lanzó el Premio Sadie Massey para homenajear a los jóvenes escritores del Noroeste en 2015.

## Galería

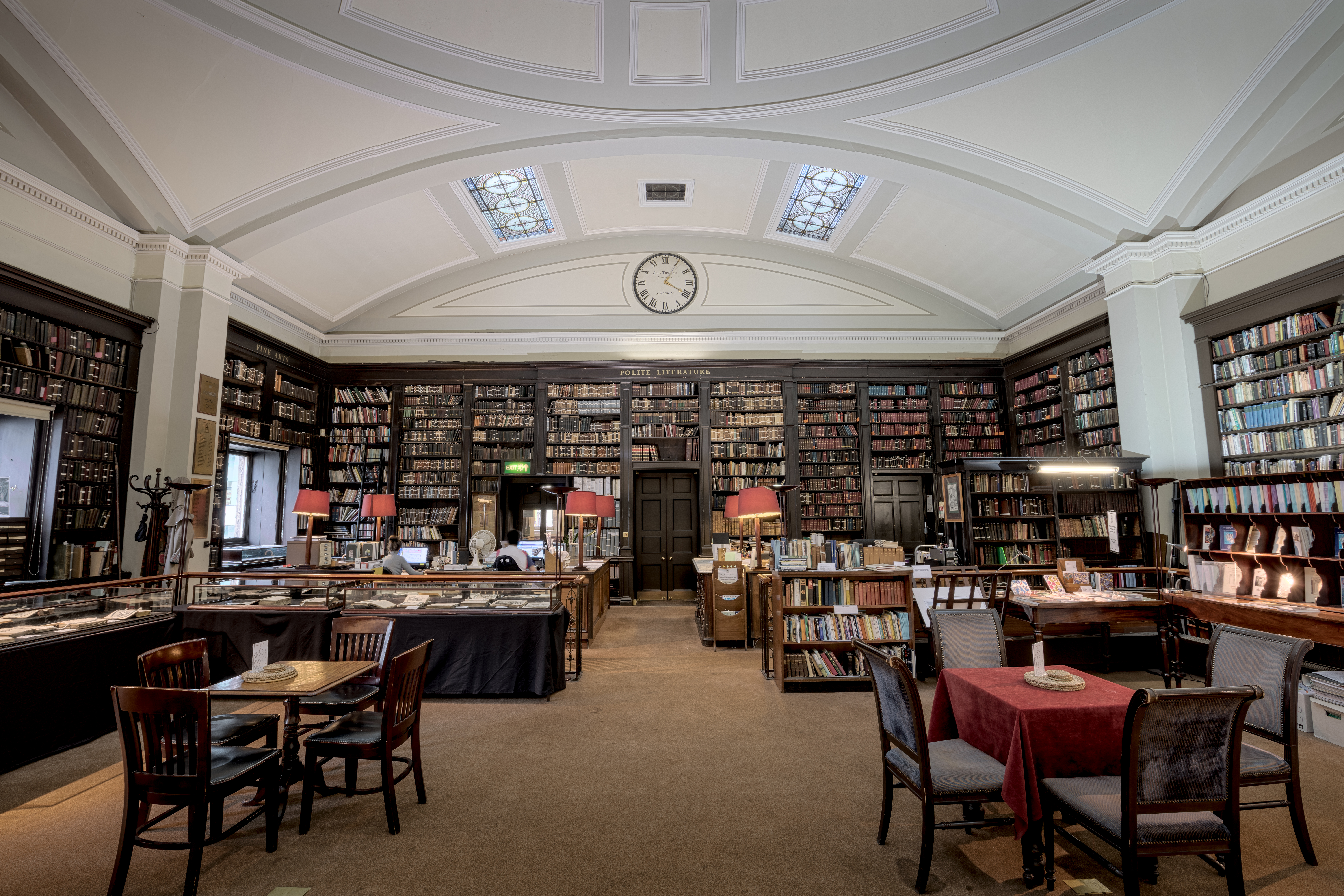
Sala principal
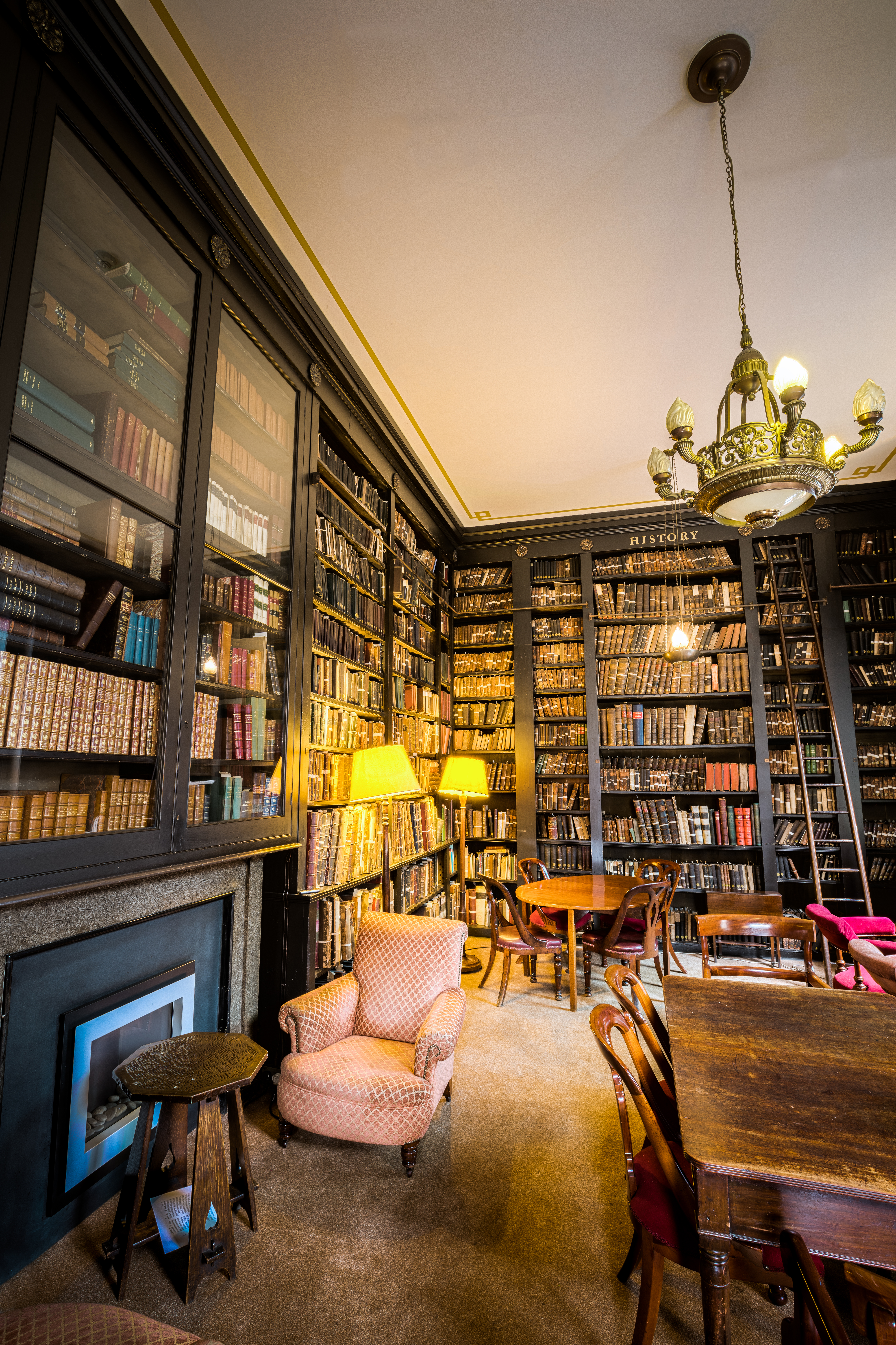
Sala de lectura
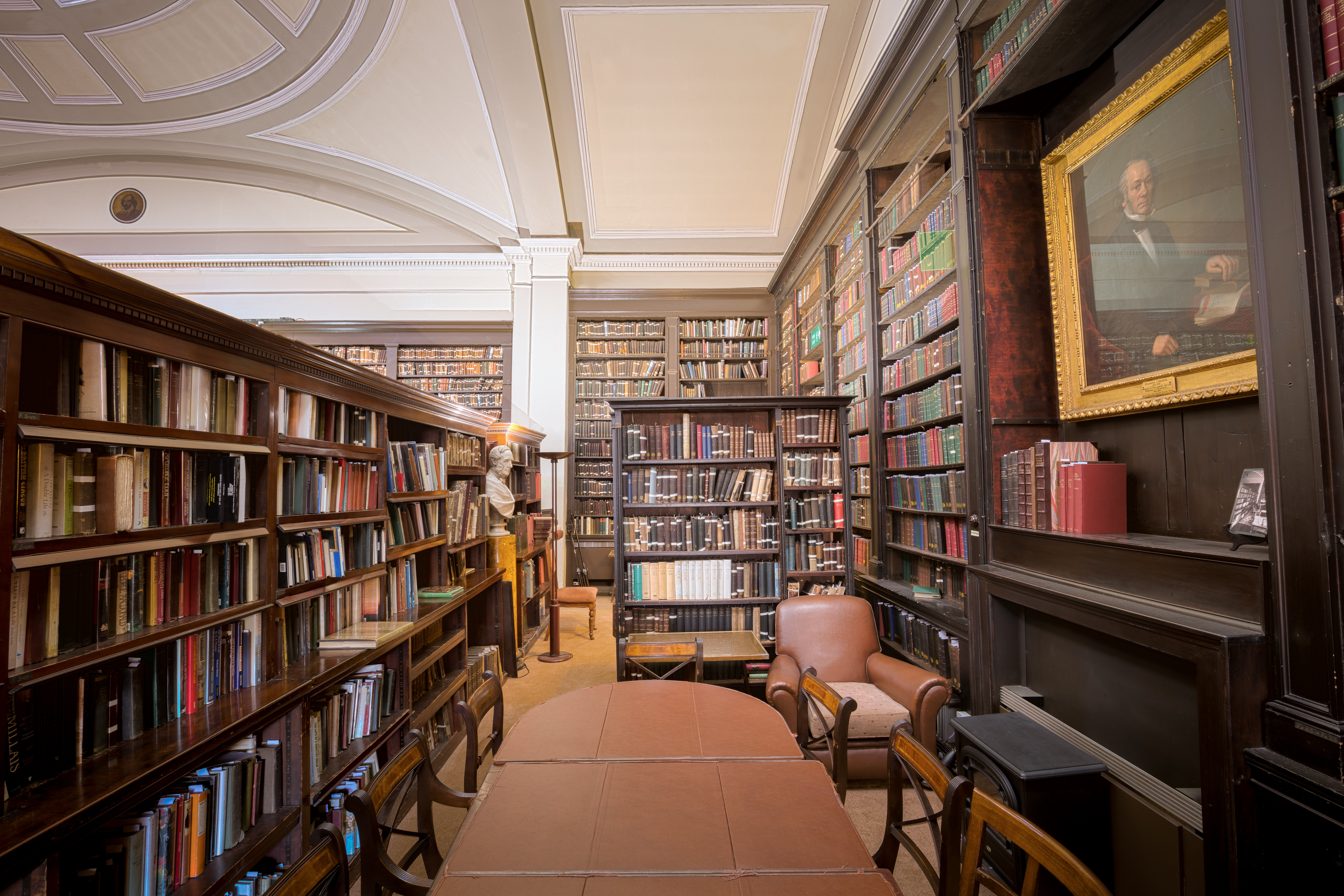
Área de lectura

- Datos: Q7231808
- Multimedia: Portico Library / Q7231808